# 60 دقيقة حياة (ألبوم)
60 دقيقة حياة هو ألبوم غنائي للنجمة السورية أصالة نصري، صدر في مارس 2015، من إنتاج شركة «ستارجيت» (Stargate)، وقد تضمن عشر أغاني باللهجة المصرية.

## قائمة الأغاني
| #   | عنوان                         | تأليف           | تلحين ، توزيع                  | المدة |
| --- | ----------------------------- | --------------- | ------------------------------ | ----- |
| 1.  | "ملهمته الوحيدة على يوتيوب"   | نادر عبد الله   | نادر عبد الله ، أحمد إبراهيم   | 5:30  |
| 2.  | "الورد البلدي على يوتيوب"     | مؤمن سالم       | مصطفى العسال ، Maz             | 3:28  |
| 3.  | "سؤال بسيط على يوتيوب"        | ناصر الجيل      | محمود خيامي ، محمد مصطفى       | 4:52  |
| 4.  | "عايشة ع اللي فات على يوتيوب" | مصطفى حسن       | سامح كريم ، عبد الوهاب الرافعي | 4:17  |
| 5.  | "مواقف مؤلمة على يوتيوب"      | أحمد الجندي     | مدين ، أحمد عبد السلام         | 3:32  |
| 6.  | "60 دقيقة حياة على يوتيوب"    | باسم عادل       | محمد رحيم                      | 5:53  |
| 7.  | "بعدك عني على يوتيوب"         | أحمد شتا        | زياد الطويل ، أحمد إبراهيم     | 5:17  |
| 8.  | "على إيه؟ على يوتيوب"         | حسين مصطفى محرم | مدين ، نادر حمدي               | 4:26  |
| 9.  | "خانات الذكريات على يوتيوب"   | نور الدين محمد  | مصطفى العسال ، محمد العشي      | 4:58  |
| 10. | "منازل على يوتيوب"            | أحمد مرزوق      | محمد رحيم                      | 6:59  |

## قائمة الأغاني المصورة
| اسم الأغنية      | إخراج        |
| ---------------- | ------------ |
| عايشة ع اللي فات | طارق العريان |

## غلاف الألبوم
التُقطت صور التصاميم وغلاف الألبوم بعدسة المصور الفوتوغرافي كريم نور في شارع المعز بالقاهرة.

## نجاح الألبوم
لاقى ألبوم «60 دقيقة حياة» نجاحاً كبيرًا للغاية، رغم تأجيل طرحه لثلاثة أشهر إثر وفاة «أيهم نصري» شقيق الفنانة أصالة، إذ كان من المقرر إصداره في ديسمبر 2014، حيث حقق أعلى نسب المبيعات في فروع «فيرجين ميجاستورز» بمصر، لبنان، السعودية، الكويت والإمارات، وظل محتلاً المراتب الأولى بعد مرور عامين على طرحه، كذلك استقرت العديد من أغنيات الألبوم في قائمة الأغاني الأكثر استماعًا وتحميلًا على تطبيق «أنغامـي»، كما تجاوزت نسب المشاهدة بين أغاني الألبوم العشر الـ 146مليون مشاهدة عبر قناة أصالة الرسمية على موقع يوتيوب، والرقم في تصاعد مستمر، وجدير بالذكر أنه تم تحميل الألبوم على موقع ساوند كلاودأولاً، لتكون أصالة أول فنانة عربية تقوم بهذه الخطوة وتطرح عملاً كاملاً على الموقع البرتقالي رغم عدم انتشاره بشكل واسع عربيًا ليحقق نسب استماع تصل إلى 82 مليون حتى الآن.